# Teruto Nakajima
Teruto Nakajima (japanisch 中島 輝人 Nakajima Teruto; * 15. Dezember 2001) ist ein japanischer Eishockeyspieler, der seit 2024 für den HC Meran in der Alps Hockey League spielt.

## Karriere
Teruto Nakajima begann seine Karriere als Eishockeyspieler bei Komazawa Tomakomai. Während seines Studiums spielte er von 2021 bis 2024 für die Mannschaft der Tōyō-Universität. 2024 wagte er den Sprung nach Europa spielt seither für den HC Meran in der Alps Hockey League.

### International
Für Japan nahm Nakajima im Juniorenbereich an den U18-Weltmeisterschaften 2018 und 2019, als er zum besten Spieler seiner Mannschaft gewählt wurde, jeweils in der Division I sowie den U20-Weltmeisterschaften 2019 in der Division I und 2020, als er als Topscorer, bester Vorbereiter (gemeinsam mit seinem Landsmann Kōki Yoneyama) und zweitbester Torschütze des Turniers nach seinem Landsmann Chikara Hanzawa zum sofortigen Wiederaufstieg der japanischen Junioren maßgeblich beitrug, in der Division II teil. Darüber hinaus nahm er auch an der Winter-Universiade 2023 in Lake Placid teil.
Für das japanische Herren-Team spielte er erstmals bei der Weltmeisterschaft der Division I 2023, als er mit der Mannschaft aus dem Land der aufgehenden Sonne aus der B- in die A-Gruppe der Division aufstieg. Dort spielte er dann bei der Weltmeisterschaft 2024, als er zum besten Spieler seiner Mannschaft gewählt wurde. Zudem vertrat er seine Farben bei der Olympiaqualifikation für die Winterspiele in Mailand 2026.

## Auszeichnungen und Erfolge
- 2019 Aufstieg in die Division I, Gruppe A, bei der U18-Weltmeisterschaft der Division I, Gruppe B
- 2020 Aufstieg in die Division I, Gruppe B, bei der U20-Weltmeisterschaft der Division II, Gruppe A
- 2020 Topscorer und bester Vorbereiter bei der U20-Weltmeisterschaft der Division II, Gruppe A
- 2023 Aufstieg in die Division I, Gruppe A, bei der Weltmeisterschaft der Division I, Gruppe B